# Why Me? Why Not.
Why Me? Why Not. é o segundo álbum de estúdio solo do músico britânico Liam Gallagher. Lançado em 20 de setembro de 2019, foi produzido por Greg Kurstin, Andrew Wyatt, Simon Aldred e Adam Noble, através da gravadora Warner Records.

## Lista de faixas
A lista final de faixas foi revelada por Gallagher no Twitter. Uma demo original exclusiva da canção "Once" está incluído na edição de colecionador.
| N.º            | Título                    | Compositor(es)                           | Produtor(es)      | Duração |  |
| 1.             | "Shockwave"               | Liam Gallagher Greg Kurstin Andrew Wyatt | Kurstin           | 3:30    |  |
| 2.             | "One of Us"               | Gallagher Damon McMahon Wyatt            | Wyatt             | 3:25    |  |
| 3.             | "Once"                    | Gallagher Wyatt                          | Wyatt             | 3:33    |  |
| 4.             | "Now That I've Found You" | Gallagher Simon Aldred                   | Alfred            | 3:20    |  |
| 5.             | "Halo"                    | Gallagher Kurstin Wyatt                  | Kurstin           | 3:58    |  |
| 6.             | "Why Me? Why Not."        | Gallagher Aldred                         | Aldred Adam Noble | 3:38    |  |
| 7.             | "Be Still"                | Gallagher Kurstin Wyatt                  | Kurstin           | 3:00    |  |
| 8.             | "Alright Now"             | Gallagher McMahon Wyatt                  | Wyatt             | 3:47    |  |
| 9.             | "Meadow"                  | Gallagher Kurstin Wyatt                  | Kurstin           | 4:05    |  |
| 10.            | "The River"               | Gallagher Wyatt                          | Wyatt             | 3:26    |  |
| 11.            | "Gone"                    | Gallagher Michael Tighe Wyatt            | Wyatt             | 3:45    |  |
| Duração total: | Duração total:            | Duração total:                           | Duração total:    | 39:30   |  |

## Tabelas
| Paradas musicais (2019)               | Melhor posição |
| ------------------------------------- | -------------- |
| Austrália (ARIA)                      | 7              |
| Áustria (Ö3 Austria Top 40)           | 15             |
| Bélgica (Ultratop Flandres)           | 8              |
| Bélgica (Ultratop Valônia)            | 11             |
| Canadá (Billboard)                    | 50             |
| República Tcheca (ČNS IFPI)           | 48             |
| Países Baixos (Dutch Charts)          | 20             |
| Finlândia (Suomen virallinen lista)   | 14             |
| França (SNEP)                         | 17             |
| Alemanha (Offizielle Deutsche Charts) | 3              |
| Hungria (MAHASZ)                      | 2              |
| Irlanda (IRMA)                        | 2              |
| Itália (FIMI)                         | 5              |
| Japão (Billboard Japan)               | 15             |
| Japão (Oricon)                        | 10             |
| Nova Zelândia (RMNZ)                  | 34             |
| Noruega (VG-lista)                    | 35             |
| Escócia (Official Scottish Albums)    | 1              |
| Espanha (PROMUSICAE)                  | 8              |
| Suécia (Sverigetopplistan)            | 55             |
| Suíça (Schweizer Hitparade)           | 6              |
| Reino Unido (Official Albums Chart)   | 1              |